# Glen Cove
Glen Cove är en stad i Nassau County i den amerikanska delstaten New York på Long Islands nordkust med en yta av 49,9 km² och en folkmängd, som uppgår till 26 622 invånare (2000). Av ytan är 32,6 km² vatten. Glen Cove fick stadsrättigheter år 1917.

## Kända personer från Glen Cove
- Ashanti, sångare, låtskrivare och fotomodell
- Laurie Bird, skådespelare och fotograf
- Paul Drayton, friidrottare
- Jennifer Michael Hecht, författare och historiker
- John LeBoutillier, politiker
- Samuel Pierce, USA:s bostadsminister (1981–1989)
- Thomas Pynchon, författare
- Lee Ranaldo, musiker
- MaliVai Washington, tennisspelare